# سرپسین
سَرپسین یا رأس پـِیکَر پَسین (بتا دوپیکر، beta Geminorum، Pollux) درخشان‌ترین ستارهٔ صورت فلکی دوپیکر از قدر ۱/۲ است که سر یکی از دو پیکر را نشان می‌دهد.

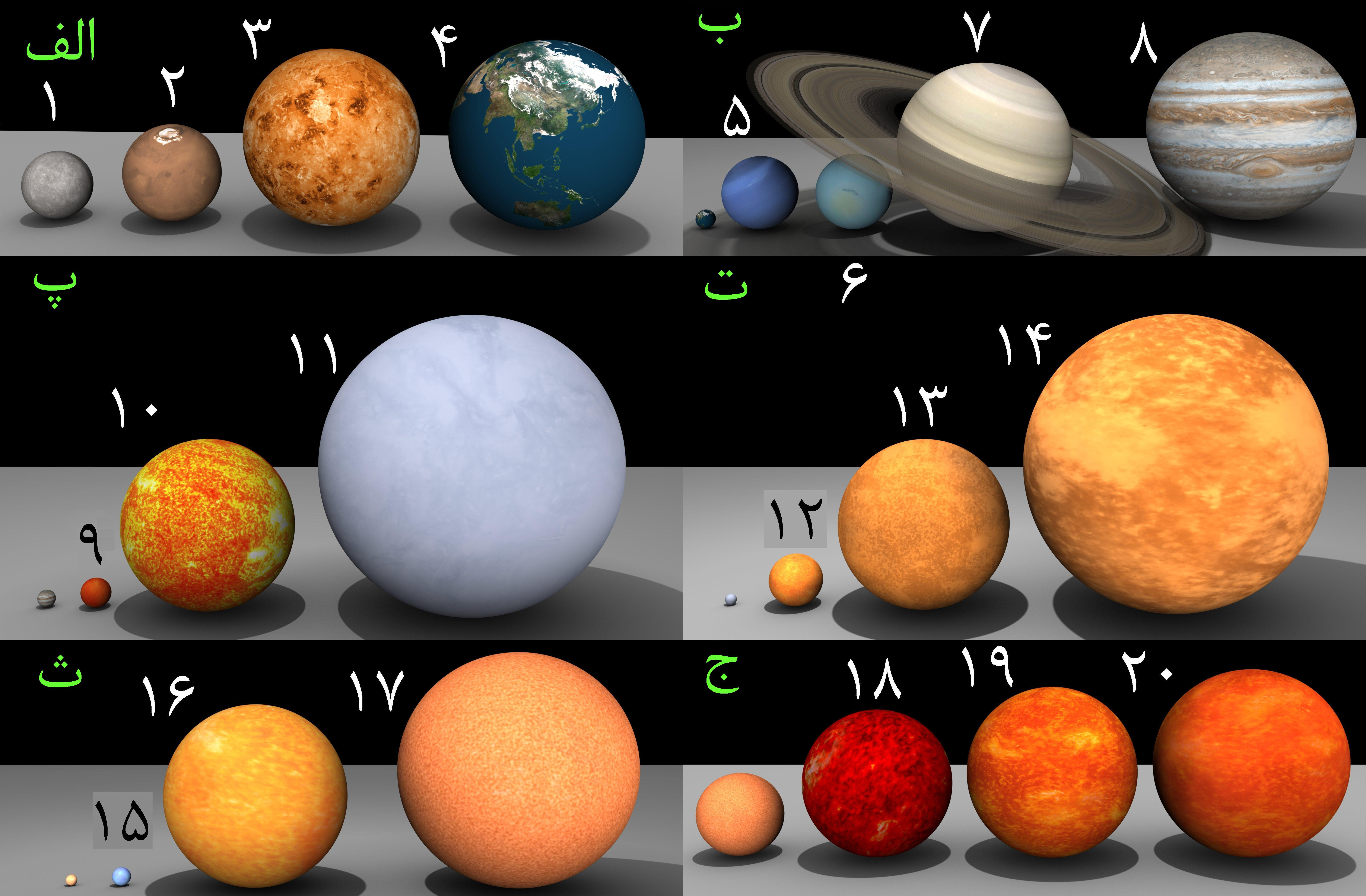
هم‌سنجی سیاره‌های منظومه خورشیدی با تعدادی از ستاره‌های مشهور: الف: زمین (۴) > ناهید (۳) > مریخ (۲) > تیر (۱) ب: مشتری (۸) > زحل (۷) > اورانوس(۶) > نپتون (۵) > زمین (بدون شماره) پ: شباهنگ (۱۱) > خورشید (۱۰) > ولف ۳۵۹ (۹) > مشتری (بدون شماره) ت: دبران (۱۴) > نگهبان شمال (۱۳) > سرپسین (۱۲) > شباهنگ (بدون شماره) ث: ابط‌الجوزا (۱۷) >قلب عقرب (۱۶) > پای شکارچی (۱۵) > دبران (بدون شماره) ج: وی‌وای سگ بزرگ (۲۰) >وی‌وی قیفاووس (۱۹) > مو قیفاووس (۱۸) > ابط‌الجوزا (بدون شماره)

این ستاره، شانزدهمین ستارهٔ پرنور آسمان است.
صورت فلکی دوپیکر، به‌خاطر وجود دوستارهٔ سرپسین و سرپیشین (رأس التوأم مقدم) این‌گونه نامیده شده‌است.
جمع سرپسین و سرپیشین را در پارسی میانه رَخوَت می‌نامیدند.